# 成年禮金

2023年「文化幣」主視覺，融入青年、臺灣山脈、文化、硬幣等意象。

成年禮金，又稱文化幣，是中華民國文化部為鼓勵青年支持臺灣藝文產業，並培養潛在藝文消費人口而發行之消費券。成年禮金的前身為藝FUN券，是文化部為振興受2019冠狀病毒病疫情衝擊的藝文產業，於2020年和2021年兩度發行之消費券，可用於折抵「藝文展演場館及音樂展演空間」、「書店及唱片行」、「電影院」及「藝文展演預購票券」等藝文場域活動消費；2022年疫情趨緩後，文化部宣布藝FUN券常態化轉型為成年禮金，於2023年起針對當年度滿18歲的成年民眾發放。

## 發放歷程

### 藝FUN券（2020—2022年）

#### 第一次發放

2020年「藝FUN券」發行時的識別標誌

受2019冠狀病毒病疫情影響，民眾在疫情期間減少藝文消費，許多表演藝術演出、流行音樂展演等活動也遭取消或延期，對藝文產業衝擊甚鉅。因此，文化部於2020年2月宣布將編列15億特別預算用於藝文產業紓困及振興，其中3億元規劃作為藝文產業振興抵用券。3月12日，文化部正式公告《文化部對受嚴重特殊傳染性肺炎影響發生營運困難產業事業紓困振興辦法》，待疫情趨緩後實施振興措施。
2020年6月，中華民國行政院宣布發放振興三倍券，文化部順勢加碼發行「藝FUN券」，於6月11日召開記者會說明細節，預告將發放200萬份、面額600元的藝FUN券，使用期限為7月22日至12月31日，同時提供藝文商家申請加入適用店家。7月18至20日，開放民眾下載藝FUN券APP登記，21日由時任文化部長李永得及行政院政務委員唐鳳進行直播公開抽籤；由於最終登記人數為303萬2042人，超出原訂的200萬份名額，因此以民眾登記之「身分證（居留證）末碼」作為抽籤依據，抽籤時以類似大富翁的方式於棋盤前進，抵達號碼格子時該末碼即中獎，並計算當下總獲獎人數，累積達200萬人時即停止擲骰。最終由有登記且末碼為「0、3、4、5、7、8、9」的民眾獲得藝FUN券，總計共210萬7883人中獎。
有鑑於藝FUN券的領取、消費是以APP進行，可能排擠無智慧型手機的弱勢族群，文化部8月24日宣布將再度發行「紙本藝FUN券」，按人口比例和中籤率估算，發放60萬份、面額600元的藝FUN券，使用期限為9月9日至隔年2月28日，提供未獲得前次數位藝FUN券，且年齡超過65歲、未滿18歲或領有身心障礙證明的三大對象民眾登記抽籤。符合資格的民眾可於8月31日至9月6日於網路登記，或前往統一超商、全家便利商店、OK便利商店、萊爾富便利商店的多功能事務機插入健保卡登記，並在中籤後同樣持健保卡在超商多功能事務機印出紙本藝FUN券，方便民眾領取和使用，推動文化平權。9月8日文化部進行直播抽籤，使用彩球式搖獎機抽出有登記且生日日期為「4、6、9、11、16、18、20、30」的民眾獲得紙本藝FUN券，總計共65萬9068人中獎。
文化部推出藝FUN券後，吸引不少業者搶攻商機推出加碼優惠，如威秀影城、秀泰影城針對使用藝FUN券購票者提供套票優惠，誠品書店及墊腳石圖書文化廣場對持藝FUN券消費滿額者贈送商家抵用券。國家表演藝術中心亦響應藝FUN券政策，宣布凡於兩廳院售票系統使用藝FUN券購票，即可至旗下國家兩廳院、臺中國家歌劇院或衛武營國家藝術文化中心兌換抵用券，用於場館商店折抵使用。

#### 第二次發放
2021年5月至7月，中華民國實施全國疫情第三級警戒，其中對人員群聚之限制以及對休閒娛樂、觀展觀賽場所的強制關閉，使得疫情對藝文產業的衝擊更甚。配合行政院發放振興五倍券，文化部遂於2021年9月7日宣布再次發行藝FUN券，共有240萬份數位券和60萬份紙本券，於登記時須二擇一登記（紙本券須符合三大對象民眾方可登記），其面額、領取和使用方式皆與前一年相同，使用期限為11月10日至隔年4月30日。
由於前一年文化部藝FUN券、體育署動滋券、客委會客庄旅遊券的發行成果斐然，吸引政府各大部會也紛紛推出各自的「加碼券」，因此行政院規劃於「五倍券共通平台」進行五倍券領取和加碼券的登記，並於10月11日至11月5日統一進行七項加碼券的抽籤，最終總計共314萬8375人獲得藝FUN券。配合五倍券「家戶綁定」制度，可將家庭成員的五倍券歸戶至同一人代領，文化部後續亦修改系統，開放代領者旗下若有多名成員中獎，其數位藝FUN券額度將直接加至代領者的手機號碼內。
此外，考量前一年藝FUN券民眾多使用於書店、電影院、表演藝術上，為鼓勵民眾走入工藝店家、博物館、美術館、地方文物館等場域，文化部同步推出「5倍工藝GO 工藝大樂透」及「博物館5倍藝FUN送」兩項抽獎活動，凡在相關場域消費並以「藝FUN NEXT」APP掃描後打卡者，即可參與工藝品或文創品的抽獎活動。2022年1月至3月更針對在學學生額外舉行「平台回饋送 同學藝起FUN」活動，期間內於9家合作平台購買指定展演節目票券，消費滿千元以上即可獲得100元（或10%折扣）的票券平台回饋，外加100元的數位藝FUN券，最高共可獲得1200元額外回饋，鼓勵學生參與藝文展演活動。

### 成年禮金（2023年—）
2022年9月2日，時任文化部長李永得接受自由時報受訪時，表示將參考義大利、法國等國針對18歲青年發放文化消費補助的案例，以此作為藝FUN券常態化的規劃方向。11月16日李永得在立法院備詢並進行「推動文化禮金規劃辦理情形」專題報告，預計隔年3月針對當年度滿18歲的青年（2005年出生者）、預估共21萬人發放每人1200元「文化成年禮」，使用期限為一年，使用方式和藝FUN券類似。2023年1月，文化部公告《文化部推動文化禮金接受外界捐贈款處理要點》，並以納入公司治理評鑑指標、捐款金額可抵稅等政策，鼓勵企業響應成年禮金。
配合《疫後強化經濟與社會韌性及全民共享經濟成果特別條例》特別預算通過，2023年2月16日文化部長史哲宣布擴大首波成年禮金發放對象，由於疫情導致過去三屆的18歲青年失去高中階段的畢業典禮、畢業旅行及校外交流等活動與文化體驗，因此將19至21歲（2001年9月1日至2004年出生者）亦納入發放，總發放人數預估約100萬人。不過，原定於3月29日青年節發放的成年禮金也因此延期至6月6日發放。另考量過往藝FUN券有6成用於書店，且其中8成5集中連鎖書店，為支持獨立書店營運，本次成年禮金將針對獨立書店消費進行加碼，每消費2元可獲1元回饋，最多可將成年禮金放大為1800元。文化部亦和表演藝術團隊合作，針對特定舞台劇、音樂會、舞蹈節目規劃限量「青年專屬席位」，凡使用成年禮金全額支付，即可享半價以下的優惠價，差額則由文化部補助。針對國片的優惠則正在擬議中。

## 使用情形

### 使用方式
數位藝FUN券需透過智慧型手機「藝FUN券」APP進行領取，民眾填寫個人資料完成註冊後，若為中獎者即可獲得藝FUN券使用額度。於第一次發放使用結束後，文化部於2021年1月將藝FUN券APP更名為「藝FUN NEXT」，轉型為藝文整合平台，提供各項活動、優惠訊息，並保留原為民眾方便使用藝FUN券而建置的店家地圖等功能。不過隨著後續的第二次發放，該APP再次作為數位藝FUN券的載體。
於實體店家使用時，可選擇「掃描條碼」（民眾掃店家QR Code）或「出示付款碼」（店家掃民眾QR Code）兩種方式，隨後APP出現店家名稱、地址，並供民眾以100元為單位選擇折抵額度；於線上購票系統使用時則需自行輸入抵用額度、身分證字號及手機號碼進行使用。而紙本藝FUN券於列印後，會印出三個QR Code付款碼供民眾使用，不過面額分別為100元、200元、300元，在使用上較數位藝FUN券的6張100元稍加不便。文化部表示，若民眾使用藝FUN券折抵額度超過當次消費金額，原則上不找零。
成年禮金則另行開發「文化幣」APP，使用方式和藝FUN券相同，提供符合條件的民眾1200點文化幣，1點等同1元折抵額度，和藝FUN券不同的是成年禮金可自行輸入折抵額度，不再受到面額限制。針對無手機或網路的族群，則提供以電話和電子郵件方式申請紙本QR Code，自行列印帶至商家使用。

### 使用場域
藝FUN券及成年禮金的使用範圍以「國內藝文產業」、「實體場域消費」為原則。2023年文化部將成年禮金適用消費點分類如下：
- 「藝文展演及文化體驗類」：博物館、地方文化館、社區營造場域、文資保存及活化經營場域、音樂展演空間、藝文展演空間、畫廊及其他藝文活動場域販售之票券、周邊商品、服務，及街頭藝人於開放展演場地之展演、創作。
- 「視聽娛樂類」：電影院販售之票券[註 1]、周邊商品；唱片行、樂器行販售之音樂、光碟片、樂器、樂譜；本國流行音樂、影展及相關藝文體驗活動之票劵。
- 「圖書類」：書店、出版業於實體販售之實體圖書、雜誌、報紙零售或訂閱服務等，但不包含便利商店、百貨、超市、量販店，以及以文具、3C、禮品、生活雜貨等其他商品為主要銷售項目者（偏鄉地區除外）。
- 「文創工藝類」：文創園區及聚落、文創展會及市集販售之商品、服務，及實際從事文創及工藝產品創作、展示及銷售者實體販售之商品、服務。

由於針對成年禮金為鼓勵民眾至實體場域消費，藝FUN券更有振興產業的目的，針對線上消費若為實體藝文活動的票券訂購，可以進行抵用，但若為網購書籍、影音光碟或線上課程等，則不列入使用場域。

### 使用成效
根據文化部資料，2020年第一次發放之數位藝FUN券領券率接近99%、使用率超過97%，使用金額達11.7億，使用場域以書店及出版業（61.3%）和電影院（24.0%）居多。2021年第二次發放之藝FUN券領券率約91%、使用率約90%，使用金額約15.5億。

## 反應

### 正面迴響
藝FUN券政策獲得民眾廣大迴響，2020年於開放使用後兩天內便已突破3000萬元消費額。媒體「Social Lab社群實驗室」針對網路論壇、社群媒體進行聲量分析，結果發現在2020年四大部會加碼券中，藝FUN券因其實用程度和美觀的APP介面設計，獲得最高討論聲量。

### 負面批評
時代力量立委王婉諭發文表示，2020年藝FUN券的使用成效過度集中在「購買物品」，未精準振興其他受創嚴重的表演藝術、展覽、視覺藝術等產業，認為政府應調整政策的設計引導。
而對藝FUN券轉型為成年禮金，由於僅針對18歲青年發放，而遭中國國民黨前立委陳學聖形容為「選舉小費」；時任台北市市長柯文哲則表示「國家錢就這麼多，天下沒白吃午餐」。
《典藏．今藝術》編輯吳牧青指出，藝FUN券雖切割為6張100元額度，但由於600元可在單次消費全部抵用，對藝文消費的激勵有限，所造成的乘數效果可能不如文化部預估般樂觀。此外，他也批評藝FUN券和成年禮金政策排除數位內容，變相懲罰部分已數位轉型的藝文業者，亦違背教育部推廣數位學習的政策。

### 抽籤相關反應
2020年的數位藝FUN券抽籤由於未抽中身分證末碼為「1、2、6」的民眾，不少網友自嘲「國家級邊緣人」，在網路引起極高討論熱度，亦引起商家藉機推出促銷活動，如金馬影展對身分證末碼為1、2、6的民眾提供購票優惠，宜家家居則發文稱身分證字號含有1、2、6的民眾可獲得「宜FUN券」。
2021年由於部會加碼券採統一抽籤形式，每週二至週五、連續4週天天抽出不同加碼券，雖然同樣採身分證末2~3碼的抽籤方式，但由於規則繁複，需符合「登記時有勾選對應加碼券」「每人每週限中1種加碼券」「每人同種加碼券限中1次」的規定，引起部分網友批評、形容政府為「轉蛋機」。此外在藝FUN券發放的抽獎機制上，相較2020年紙本藝FUN券登記條件為未獲得數位藝FUN券，符合登記條件的民眾等同有第二次抽獎機會，但2021年僅能紙本券、數位券二擇一登記，導致實際上只有一次抽獎機會，亦使民眾出現「對中紙本券末碼但登記數位券」或「對中數位券末碼但登記紙本券」的怨言。

## 備註
1. ↑  成年禮金用於電影院時，只能購買國片票券，藝FUN券則無此限制。[41]
2. ↑  根據中華民國國民身分證編號規則，第二碼數字男性為1、女性為2，因此任何人皆符合「宜FUN券」的領取條件，針對「宜FUN券」提供的優惠實際上也是當時正在進行中的促銷活動。